# Sandy MacIver
Alexandra Elena MacIver (Winsford, Inglaterra; 18 de junio de 1998) es una futbolista escocesa que juega como guardameta para la selección de Escocia y para el Washington Spirit de la National Women's Soccer League de Estados Unidos.
MacIver se unió al Everton el 2 de enero de 2020 tras graduarse de la Universidad Clemson. El 19 de enero del mismo año, debutó profesionalmente en la liga inglesa, en la victoria del Everton 3 a 1 contra Reading.

## Estadísticas

### Clubes
| Club              | País           | Año             |
| ----------------- | -------------- | --------------- |
| Everton           | Inglaterra     | 2020 - 2022     |
| Manchester City   | Inglaterra     | 2022 - 2025     |
| Washington Spirit | Estados Unidos | 2025 - presente |